# ピラミッド駅 (パリ)
ピラミッド駅（ピラミッドえき、仏 : Pyramides）は、フランスのパリメトロ 7号線、14号線の駅である。駅名は1798年のナポレオンによるエジプト遠征の勝利を記念して名付けられたもの。1916年開業。

## 駅付近の名所
- ヴァンドーム広場

オペラ界隈でも特にこの駅付近は日本人街となっている。日本食レストラン、日本食料品店、ジュンク堂やブックオフ、日系旅行代理店、免税店、日本語窓口を持つ銀行などが集中している。

## 隣の駅
パリメトロ
■7号線
オペラ駅 - ピラミッド駅 - パレ・ロワイヤル＝ミュゼ・デュ・ルーヴル駅
■14号線
マドレーヌ駅 - ピラミッド駅 - シャトレ駅